# دنیل کاپلتی
دنیل کاپلتی (انگلیسی: Daniel Cappelletti؛ زادهٔ ۹ اکتبر ۱۹۹۱) بازیکن فوتبال اهل ایتالیا است.
از باشگاه‌هایی که در آن بازی کرده‌است می‌توان به باشگاه فوتبال چیتادلا، باشگاه فوتبال پادوا، باشگاه فوتبال ساسولو، باشگاه فوتبال کومو، باشگاه فوتبال یووه استابیا، و باشگاه فوتبال پالرمو اشاره کرد.
وی همچنین در تیم ملی فوتبال Italy U-21 B بازی کرده‌است.